# Prix Hugo du meilleur roman
Le prix Hugo du meilleur roman (Hugo Award for Best Novel) est un prix littéraire américain décerné chaque année depuis 1953 par les membres de la World Science Fiction Society (Worldcon). Il récompense les œuvres de science-fiction et de fantasy comptant plus de 40 000 mots publiées pendant l'année calendaire précédente.
Le prix Retro Hugo du meilleur roman est attribué 50, 75 ou 100 ans après une année où la Worldcon n'a pas décerné de prix.

## Palmarès
Note : l'année indiquée est celle de la cérémonie, récompensant les romans sortis au cours de l'année précédente. Les gagnants sont cités en premier, suivis par les autres œuvres nommées classées par ordre d'arrivée, de la deuxième à la cinquième voire sixième place, si connu.
Sauf indication contraire ou complémentaire, les informations mentionnées dans cette section proviennent des sites web du prix Hugo, de la Science Fiction Awards Database et de la New England Science Fiction Association.

### Années 1930

#### 1939
Le prix a été décerné en 2014 dans le cadre des prix Retro Hugo.

L'Épée dans la pierre (The Sword in the Stone) par T. H. White
- Au-delà de la planète silencieuse (Out of the Silent Planet) par C. S. Lewis
- Patrouille galactique (Galactic Patrol) par E. E. Smith
- Les Guerriers du temps (en) (The Legion of Time) par Jack Williamson
- Carson de Vénus (en) (Carson of Venus) par Edgar Rice Burroughs

### Années 1940
| Sommaire : | - Haut - 1941 - 1943 - 1944 - 1945 - 1946 |

#### 1941
Le prix a été décerné en 2016 dans le cadre des prix Retro Hugo.

À la poursuite des Slans (Slan) par A. E. van Vogt
- Le Fulgur gris (Gray Lensman) par E. E. Smith
- Le Chevalier mal adoubé (en) (The Ill-Made Knight) par T. H. White
- The Reign of Wizardry par Jack Williamson
- La Kallocaïne (Kallocain) par Karin Boye

#### 1943
Le prix a été décerné en 2018 dans le cadre des prix Retro Hugo.

L'Enfant de la science (Beyond This Horizon) par Robert A. Heinlein (sous le nom de Anson McDonald)
- Le Surfulgur (Second Stage Lensmen) par E. E. Smith
- Darkness and the Light (en) par Olaf Stapledon
- Le Cerveau du nabab (Donovan's Brain) par Curt Siodmak
- La Falaise hantée (The Uninvited) par Dorothy Macardle
- Islandia (en) par Austin Tappan Wright (en)

#### 1944
Le prix a été décerné en 2019 dans le cadre des prix Retro Hugo.

Ballet de sorcières (Conjure Wife) par Fritz Leiber
- À l'aube des ténèbres (Gather, Darkness!) par Fritz Leiber
- Les Fabricants d'armes (The Weapon Makers) par A. E. van Vogt
- Earth's Last Citadel (en) par Catherine Lucille Moore et Henry Kuttner
- Perelandra (Perelandra) par C. S. Lewis
- Le Jeu des perles de verre (Das Glasperlenspiel) par Hermann Hesse

#### 1945
Le prix a été décerné en 2020 dans le cadre des prix Retro Hugo.

Shadow Over Mars (en) par Leigh Brackett
- Sirius : Une histoire fantastique d'amour et de désordre (Sirius) par Olaf Stapledon
- The Winged Man par Edna Mayne Hull et A. E. van Vogt
- La Toison d'or (The Golden Fleece) par Robert Graves
- Terre d'épouvante (Land of Terror) par Edgar Rice Burroughs
- The Wind on the Moon (en) par Eric Linklater

#### 1946
Le prix a été décerné en 1996 dans le cadre des prix Retro Hugo.

Le Mulet (The Mule) par Isaac Asimov
- Le Monde des Ā (The World of Null-A) par A. E. van Vogt
- Cette hideuse puissance (That Hideous Strength) par C. S. Lewis
- Alternatives (Destiny Times Three) par Fritz Leiber
- Red Sun of Danger par Brett Sterling

### Années 1950
| Sommaire : | - Haut - 1951 - 1953 - 1954 - 1955 - 1956 - 1958 - 1959 |

#### 1951
Le prix a été décerné en 2001 dans le cadre des prix Retro Hugo.

Pommiers dans le ciel (Farmer in the Sky) par Robert A. Heinlein
- Cailloux dans le ciel (Pebble in the Sky) par Isaac Asimov
- Le Lion, la Sorcière blanche et l'Armoire magique (The Lion, the Witch, and the Wardrobe) par C. S. Lewis
- Le Premier Fulgur (First Lensman) par E. E. Smith
- Un monde magique (en) (The Dying Earth) par Jack Vance

#### 1953
L'Homme démoli (The Demolished Man) par Alfred Bester

#### 1954
Le prix a été décerné en 2004 dans le cadre des prix Retro Hugo.

Fahrenheit 451 (Fahrenheit 451) par Ray Bradbury
- Les Enfants d'Icare (Childhood's End) par Arthur C. Clarke
- Question de poids (Mission of Gravity) par Hal Clement
- Les Cavernes d'acier (The Caves of Steel) par Isaac Asimov
- Les Plus qu'humains (More than Human) par Theodore Sturgeon

#### 1955
They'd Rather Be Right par Mark Clifton et Frank Riley

#### 1956
Double Étoile (Double Star) par Robert A. Heinlein
- Call Him Dead par Eric Frank Russell
- La Fin de l'Éternité (The End of Eternity) par Isaac Asimov
- The Long Tomorrow (en) par Leigh Brackett
- Not This August (en) par Cyril M. Kornbluth

#### 1958
La Guerre des modifications (The Big Time) par Fritz Leiber

#### 1959
Un cas de conscience (A Case of Conscience) par James Blish
- We Have Fed Our Sea par Poul Anderson
- Qui ? (Who?) par Algis Budrys
- Le Jeune Homme et l'Espace (Have Space Suit-Will Travel) par Robert A. Heinlein
- Le Temps meurtrier (Time Killer) par Robert Sheckley

### Années 1960
| Sommaire : | - Haut - 1960 - 1961 - 1962 - 1963 - 1964 - 1965 - 1966 - 1967 - 1968 - 1969 |

#### 1960
Étoiles, garde-à-vous ! (Starship Troopers) par Robert A. Heinlein
- Dorsaï (Dorsai!) par Gordon R. Dickson
- The Pirates of Zan (en) par Murray Leinster
- That Sweet Little Old Lady par Mark Phillips (en)
- Les Sirènes de Titan (The Sirens of Titan) par Kurt Vonnegut

#### 1961
Un cantique pour Leibowitz (A Canticle for Leibowitz) par Walter M. Miller
- Les Croisés du cosmos (The High Crusade) par Poul Anderson
- Menace dans le ciel (Rogue Moon) par Algis Budrys
- Le Monde de la mort (Deathworld) par Harry Harrison
- Vénus plus X (Venus Plus X) par Theodore Sturgeon

#### 1962
En terre étrangère (Stranger in a Strange Land) par Robert A. Heinlein
- Le Monde aveugle (Dark Universe) par Daniel F. Galouye
- Sense of Obligation par Harry Harrison
- Le Pêcheur (The Fisherman) par Clifford D. Simak
- Second Ending (en) par James White

#### 1963
Le Maître du Haut Château (The Man in the High Castle) par Philip K. Dick
- The Sword of Aldones par Marion Zimmer Bradley
- Les Gouffres de la Lune (A Fall of Moondust) par Arthur C. Clarke
- Les Hommes de poche (Little Fuzzy) par H. Beam Piper
- Sylva par Vercors

#### 1964
Au carrefour des étoiles (Here Gather the Stars) par Clifford D. Simak
- Route de la gloire (Glory Road) par Robert A. Heinlein
- L'Arche du temps (Witch World) par Andre Norton
- Dune World par Frank Herbert
- Le Berceau du chat (Cat's Cradle) par Kurt Vonnegut

#### 1965
Le Vagabond (The Wanderer) par Fritz Leiber
- L'Homme total (The Whole Man) par John Brunner
- Davy (Davy) par Edgar Pangborn
- L'Homme qui acheta la terre (The Planet Buyer) par Cordwainer Smith

#### 1966
Dune (Dune) par Frank Herbert et Toi l'immortel (...And Call Me Conrad) par Roger Zelazny (ex æquo)
- La ville est un échiquier (The Squares of the City) par John Brunner
- Révolte sur la Lune (The Moon Is a Harsh Mistress) par Robert A. Heinlein
- Skylark DuQuesne (en) par E. E. Smith

#### 1967
Révolte sur la Lune (The Moon Is a Harsh Mistress) par Robert A. Heinlein
- Babel 17 (Babel-17) par Samuel R. Delany
- Tous des magiciens (Too Many Magicians) par Randall Garrett
- Des fleurs pour Algernon (Flowers for Algernon) par Daniel Keyes
- Les Sorcières de Karres (The Witches of Karres) par James H. Schmitz
- Le Jour du Minotaure (Day of the Minotaur) par Thomas Burnett Swann

#### 1968
Seigneur de lumière (Lord of Light) par Roger Zelazny
- L'Intersection Einstein (The Einstein Intersection) par Samuel R. Delany
- Chthon (en) par Piers Anthony
- The Butterfly Kid (en) par Chester Anderson (en)
- Un jeu cruel (Thorns) par Robert Silverberg

#### 1969
Tous à Zanzibar (Stand on Zanzibar) par John Brunner
- Rite de passage (Rite of Passage) par Alexei Panshin
- Nova (Nova) par Samuel R. Delany
- Le Maître du passé (Past Master) par Raphael Aloysius Lafferty
- La Réserve des lutins (The Goblin Reservation) par Clifford D. Simak

### Années 1970
| Sommaire : | - Haut - 1970 - 1971 - 1972 - 1973 - 1974 - 1975 - 1976 - 1977 - 1978 - 1979 |

#### 1970
La Main gauche de la nuit (The Left Hand of Darkness) par Ursula K. Le Guin
- Les Temps parallèles (Up the Line) par Robert Silverberg
- Zodiacal (Macroscope) par Piers Anthony
- Abattoir 5 (Slaughterhouse-Five) par Kurt Vonnegut
- Jack Barron et l'Éternité (Bug Jack Barron) par Norman Spinrad

#### 1971
L'Anneau-Monde (Ringworld) par Larry Niven
- Tau Zéro (Tau Zero) par Poul Anderson
- La Tour de verre (Tower of Glass) par Robert Silverberg
- L'Année du soleil calme (The Year of the Quiet Sun) par Wilson Tucker
- Star Light (en) par Hal Clement

#### 1972
Le Monde du fleuve (To Your Scattered Bodies Go) par Philip José Farmer
- L'Autre Côté du rêve (The Lathe of Heaven) par Ursula K. Le Guin
- La Quête du dragon (Dragonquest) par Anne McCaffrey
- Le Maître des ombres (Jack of Shadows) par Roger Zelazny
- Le Temps des changements (A Time of Changes) par Robert Silverberg

#### 1973
Les Dieux eux-mêmes (The Gods Themselves) par Isaac Asimov
- Harlie avait un an (When Harlie Was One) par David Gerrold
- There Will Be Time (en) par Poul Anderson
- Le Livre des crânes (The Book of Skulls) par Robert Silverberg
- L'Oreille interne (Dying Inside) par Robert Silverberg
- À chacun ses dieux (A Choice of Gods) par Clifford D. Simak

#### 1974
Rendez-vous avec Rama (Rendezvous with Rama) par Arthur C. Clarke
- Time Enough for Love par Robert A. Heinlein
- Protecteur (en) (Protector) par Larry Niven
- Le Peuple du vent (The People of the Wind) par Poul Anderson
- L'Homme éclaté (The Man Who Folded Himself) par David Gerrold

#### 1975
Les Dépossédés (The Dispossessed) par Ursula K. Le Guin
- Fire Time (en) par Poul Anderson
- Coulez mes larmes, dit le policier (Flow My Tears, the Policeman Said) par Philip K. Dick
- La Poussière dans l'œil de Dieu (The Mote in God's Eye) par Larry Niven et Jerry Pournelle
- Le Monde inverti (Inverted World) par Christopher Priest

#### 1976
La Guerre éternelle (The Forever War) par Joe Haldeman
- La Pierre des étoiles (Doorways in the Sand) par Roger Zelazny
- Inferno (en) par Larry Niven et Jerry Pournelle
- Les Clowns de l'Éden (The Computer Connection) par Alfred Bester
- L'Homme stochastique (The Stochastic Man) par Robert Silverberg

#### 1977
Hier, les oiseaux (Where Late the Sweet Birds Sang) par Kate Wilhelm
- Pontesprit (Mindbridge) par Joe Haldeman
- Les Enfants de Dune (Children of Dune) par Frank Herbert
- Homme-plus (Man Plus) par Frederik Pohl
- Shadrak dans la fournaise (Shadrach in the Furnace) par Robert Silverberg

#### 1978
La Grande Porte (Gateway) par Frederik Pohl
- La Tour interdite (The Forbidden Tower) par Marion Zimmer Bradley
- Lucifer's Hammer (en) par Larry Niven et Jerry Pournelle
- Time Storm par Gordon R. Dickson
- L'Agonie de la lumière (Dying of the Light) par George R. R. Martin

#### 1979
Le Serpent du rêve (Dreamsnake) par Vonda McIntyre
- Le Dragon blanc (The White Dragon) par Anne McCaffrey
- Soleil mort : Kesrith (The Faded Sun: Kesrith) par C. J. Cherryh
- Blind Voices par Tom Reamy

### Années 1980
| Sommaire : | - Haut - 1980 - 1981 - 1982 - 1983 - 1984 - 1985 - 1986 - 1987 - 1988 - 1989 |

#### 1980
Les Fontaines du paradis (The Fountains of Paradise) par Arthur C. Clarke
- Titan (Titan) par John Varley
- Jem (Jem) par Frederik Pohl
- Harpist in the Wind (en) par Patricia A. McKillip
- Sur les ailes du chant (On Wings of Song) par Thomas M. Disch

#### 1981
La Reine des neiges (The Snow Queen) par Joan D. Vinge
- Le Château de Lord Valentin (Lord Valentine's Castle) par Robert Silverberg
- Les Ingénieurs de l'Anneau-Monde (Ringworld Engineers) par Larry Niven
- Les Pilotes de la Grande Porte (Beyond the Blue Event Horizon) par Frederik Pohl
- Sorcière (Wizard) par John Varley

#### 1982
Forteresse des étoiles (Downbelow Station) par C. J. Cherryh
- La Griffe du demi-dieu (The Claw of the Conciliator) par Gene Wolfe
- Le Pays multicolore / Les Conquérants du pliocène (The Many-Colored Land) par Julian May
- Projet Vatican XVII (Project Pope) par Clifford D. Simak
- Le Parlement des fées (Little, Big) par John Crowley

#### 1983
Fondation foudroyée (Foundation's Edge) par Isaac Asimov
- Chanur (The Pride of Chanur) par C. J. Cherryh
- 2010 : Odyssée deux (2010: Odyssey Two) par Arthur C. Clarke
- Vendredi (Friday) par Robert A. Heinlein
- Parade nuptiale (Courtship Rite) par Donald Kingsbury
- L'Épée du licteur (Sword of the Lictor) par Gene Wolfe

#### 1984
Marée stellaire (Startide Rising) par David Brin
- Tea with the Black Dragon (en) par R. A. MacAvoy
- Millénium (Millennium) par John Varley
- La Dame aux dragons (Moreta, Dragonlady of Pern) par Anne McCaffrey
- Les Robots de l'aube (The Robots of Dawn) par Isaac Asimov

#### 1985
Neuromancien (Neuromancer) par William Gibson
- Emergence (en) par David R. Palmer (en)
- The Peace War (en) par Vernor Vinge
- Job : Une comédie de justice (Job, a Comedy of Justice) par Robert A. Heinlein
- The Integral Trees par Larry Niven

#### 1986
La Stratégie Ender (Ender's Game) par Orson Scott Card
- L'Œuf du coucou (Cuckoo's Egg) par C. J. Cherryh
- Le Facteur (The Postman) par David Brin
- Footfall (en) par Larry Niven et Jerry Pournelle
- La Musique du sang (Blood Music) par Greg Bear

#### 1987
La Voix des morts (Speaker for the Dead) par Orson Scott Card
- The Ragged Astronauts (en) par Bob Shaw
- Comte Zéro (Count Zero) par William Gibson
- La Captive du temps perdu (Marooned in Realtime) par Vernor Vinge
- La Forteresse du mal (Black Genesis) par L. Ron Hubbard

#### 1988
Élévation (The Uplift War) par David Brin
- Gravité à la manque (When Gravity Fails) par George Alec Effinger
- Le Septième Fils (Seventh Son) par Orson Scott Card
- The Forge of God (en) par Greg Bear
- Le Nouveau Soleil de Teur (The Urth of the New Sun) par Gene Wolfe

#### 1989
Cyteen (Cyteen) par C. J. Cherryh
- Le Prophète rouge (Red Prophet) par Orson Scott Card
- Opération Cay (Falling Free) par Lois McMaster Bujold
- Les Mailles du réseau (Islands in the Net) par Bruce Sterling
- Mona Lisa s'éclate (Mona Lisa Overdrive) par William Gibson

### Années 1990
| Sommaire : | - Haut - 1990 - 1991 - 1992 - 1993 - 1994 - 1995 - 1996 - 1997 - 1998 - 1999 |

#### 1990
Hypérion (Hyperion) par Dan Simmons
- Privé de désert (A Fire in the Sun) par George Alec Effinger
- L'Apprenti (Prentice Alvin) par Orson Scott Card
- The Boat of a Million Years (en) par Poul Anderson
- Rituel de chasse (Grass) par Sheri S. Tepper

#### 1991
Miles Vorkosigan (The Vor Game) par Lois McMaster Bujold
- Terre (Earth) par David Brin
- La Chute d'Hypérion (The Fall of Hyperion) par Dan Simmons
- Projet Diaspora (The Quiet Pools) par Michael P. Kube-McDowell
- La Reine des anges (Queen of Angels) par Greg Bear

#### 1992
Barrayar (Barrayar) par Lois McMaster Bujold
- Bone Dance (en) par Emma Bull
- Tous les Weyrs de Pern (All the Weyrs of Pern) par Anne McCaffrey
- La Reine de l'été (The Summer Queen) par Joan D. Vinge
- Xénocide (Xenocide) par Orson Scott Card
- Stations des profondeurs (Stations of the Tide) par Michael Swanwick

#### 1993
Un feu sur l'abîme (A Fire Upon the Deep) par Vernor Vinge et Le Grand Livre (Doomsday Book) par Connie Willis (ex æquo)
- Mars la rouge (Red Mars) par Kim Stanley Robinson
- China Mountain Zhang par Maureen F. McHugh
- Gens de la Lune (Steel Beach) par John Varley

#### 1994
Mars la verte (Green Mars) par Kim Stanley Robinson
- L'Envol de Mars (Moving Mars) par Greg Bear
- L'une rêve et l'autre pas (Beggars in Spain) par Nancy Kress
- La Jeune Fille et les Clones (Glory Season) par David Brin
- Lumière virtuelle (Virtual Light) par William Gibson

#### 1995
La Danse du miroir (Mirror Dance) par Lois McMaster Bujold
- La Mère des tempêtes (Mother of Storms) par John Barnes
- Beggars and Choosers (en) par Nancy Kress
- Brittle Innings par Michael Bishop
- En remorquant Jéhovah (Towing Jehovah) par James Morrow

#### 1996
L'Âge de diamant (The Diamond Age) par Neal Stephenson
- Les Vaisseaux du temps (The Time Ships) par Stephen Baxter
- Rédemption (Brightness Reef) par David Brin
- Expérience terminale (The Terminal Experiment) par Robert J. Sawyer
- Remake (Remake) par Connie Willis

#### 1997
Mars la bleue (Blue Mars) par Kim Stanley Robinson
- Memory (Memory) par Lois McMaster Bujold
- La Résistante (Remnant Population) par Elizabeth Moon
- Starplex (Starplex) par Robert J. Sawyer
- Le Feu sacré (Holy Fire) par Bruce Sterling

#### 1998
La Paix éternelle (Forever Peace) par Joe Haldeman
- La Guerre du plasma (City on Fire) par Walter Jon Williams
- L'Éveil d'Endymion (The Rise of Endymion) par Dan Simmons
- Mutations (Frameshift) par Robert J. Sawyer
- Jack Faust (Jack Faust) par Michael Swanwick

#### 1999
Sans parler du chien (To Say Nothing of the Dog) par Connie Willis
- Children of God (en) par Mary Doria Russell
- Darwinia (Darwinia) par Robert Charles Wilson
- Distraction par Bruce Sterling
- Dernière chance pour l'humanité (Factoring Humanity) par Robert J. Sawyer

### Années 2000
| Sommaire : | - Haut - 2000 - 2001 - 2002 - 2003 - 2004 - 2005 - 2006 - 2007 - 2008 - 2009 |

#### 2000
Au tréfonds du ciel (A Deepness in the Sky) par Vernor Vinge
- Cryptonomicon (Cryptonomicon) par Neal Stephenson
- L'Échelle de Darwin (Darwin's Radio) par Greg Bear
- Ekaterin (A Civil Campaign) par Lois McMaster Bujold
- Harry Potter et le Prisonnier d'Azkaban (Harry Potter and the Prisoner of Azkaban) par J. K. Rowling

#### 2001
Harry Potter et la Coupe de feu (Harry Potter and the Goblet of Fire) par J. K. Rowling
- Les Brigands, L'Épée de feu, Les Noces pourpres et La Loi du régicide (A Storm of Swords) par George R. R. Martin
- Calculating God (Calculating God) par Robert J. Sawyer
- Midnight Robber (en) par Nalo Hopkinson
- The Sky Road par Ken MacLeod

#### 2002
American Gods (American Gods) par Neil Gaiman
- Les Chronolithes (The Chronoliths) par Robert Charles Wilson
- Cosmonaut Keep (en) par Ken MacLeod
- Le Fléau de Chalion (The Curse of Chalion) par Lois McMaster Bujold
- Passage (Passage) par Connie Willis
- Perdido Street Station (Perdido Street Station) par China Miéville

#### 2003
Hominids par Robert J. Sawyer
- Bones of the Earth (en) par Michael Swanwick
- Chroniques des années noires (The Years of Rice and Salt) par Kim Stanley Robinson
- Le Peuple d'argile (Kiln People) par David Brin
- Les Scarifiés (The Scar) par China Miéville

#### 2004
Paladin des âmes (Paladin of Souls) par Lois McMaster Bujold
- Blind Lake (Blind Lake) par Robert Charles Wilson
- Crépuscule d'acier (Singularity Sky) par Charles Stross
- Ilium (Ilium) par Dan Simmons
- Humans par Robert J. Sawyer

#### 2005
Jonathan Strange et Mr Norrell (Jonathan Strange & Mr Norrell) par Susanna Clarke
- L'Algébriste (The Algebraist) par Iain Banks
- Le Concile de fer (Iron Council) par China Miéville
- Aube d'acier (Iron Sunrise) par Charles Stross
- Le Fleuve des dieux (en) (River of Gods) par Ian McDonald

#### 2006
Spin (Spin) par Robert Charles Wilson
- Accelerando (Accelerando) par Charles Stross
- Le Chaos, Les Sables de Dorne et Un festin pour les corbeaux (A Feast for Crows) par George R. R. Martin
- Learning the World (en) par Ken MacLeod
- Le Vieil Homme et la Guerre (Old Man's War) par John Scalzi

#### 2007
Rainbows End (Rainbows End) par Vernor Vinge
- Les Dragons de Sa Majesté (His Majesty's Dragon) par Naomi Novik
- Eifelheim (Eifelheim) par Michael F. Flynn
- Glasshouse (en) par Charles Stross
- Vision aveugle (Blindsight) par Peter Watts

#### 2008
Le Club des policiers yiddish (The Yiddish Policemen's Union) par Michael Chabon
- Brasyl (en) (Brasyl) par Ian McDonald
- Halting State (en) par Charles Stross
- La Dernière Colonie (en) (The Last Colony) par John Scalzi
- Rollback (Rollback) par Robert J. Sawyer

#### 2009
L'Étrange Vie de Nobody Owens (The Graveyard Book) par Neil Gaiman
- Anatèm (Anathem) par Neal Stephenson
- Little Brother (en) (Little Brother) par Cory Doctorow
- Saturn's Children (en) par Charles Stross
- Zoé (en) (Zoe's Tale) par John Scalzi

### Années 2010
| Sommaire : | - Haut - 2010 - 2011 - 2012 - 2013 - 2014 - 2015 - 2016 - 2017 - 2018 - 2019 |

#### 2010
La Fille automate (The Windup Girl) par Paolo Bacigalupi et The City and the City (The City and the City) par China Miéville (ex æquo)
- Boneshaker (Boneshaker) par Cherie Priest
- Éveil (en) (Wake) par Robert J. Sawyer
- Julian (en) (Julian Comstock: A Story of 22nd-Century America) par Robert Charles Wilson
- Palimpsest (en) par Catherynne M. Valente

#### 2011
Black-out / All Clear (Blackout/All Clear) par Connie Willis
- Feed (Feed) par Mira Grant
- Cryoburn (Cryoburn) par Lois McMaster Bujold
- Les Cent Mille Royaumes (The Hundred Thousand Kingdoms) par N. K. Jemisin
- La Maison des derviches (The Dervish House) par Ian McDonald

#### 2012
Morwenna (Among Others) par Jo Walton
- Légationville (Embassytown) par China Miéville
- L'Éveil du Léviathan (Leviathan Wakes) par James S. A. Corey
- Deadline (en) (Deadline) par Mira Grant
- Le Bûcher d'un roi, Les Dragons de Meereen et Une danse avec les dragons (A Dance with Dragons) par George R. R. Martin

#### 2013
Redshirts : Au mépris du danger (Redshirts) par John Scalzi
- L'Alliance (Captain Vorpatril’s Alliance) par Lois McMaster Bujold
- 2312 (2312) par Kim Stanley Robinson
- Throne of the Crescent Moon (en) par Saladin Ahmed
- Red Flag (en) (Blackout) par Mira Grant

#### 2014
La Justice de l'ancillaire (Ancillary Justice) par Ann Leckie
- Neptune's Brood (en) par Charles Stross
- Parasite (en) par Mira Grant
- La Roue du temps (The Wheel of Time) par Robert Jordan et Brandon Sanderson (série complète)
- Foudre de guerre (Warbound) par Larry Correia

#### 2015
Le Problème à trois corps (The Three-Body Problem) par Liu Cixin
- The Goblin Emperor (en) par Katherine Addison
- L'Épée de l'ancillaire (Ancillary Sword) par Ann Leckie
- Skin Game par Jim Butcher
- L'Ombre entre les étoiles (en) (The Dark Between the Stars) par Kevin J. Anderson

#### 2016
La Cinquième Saison (The Fifth Season) par N. K. Jemisin
- Déracinée (Uprooted) par Naomi Novik
- La Miséricorde de l'ancillaire (Ancillary Mercy) par Ann Leckie
- Seveneves (en) par Neal Stephenson
- The Aeronaut's Windlass (en) par Jim Butcher

#### 2017
La Porte de cristal (The Obelisk Gate) par N. K. Jemisin
- Tous les oiseaux du ciel (All the Birds in the Sky) par Charlie Jane Anders
- Le Gambit du renard (Ninefox Gambit) par Yoon Ha Lee
- Libration (A Closed and Common Orbit) par Becky Chambers
- Trop semblable à l'éclair (en) (Too Like the Lightning) par Ada Palmer
- La Mort immortelle (Death’s End) par Liu Cixin

#### 2018
Les Cieux pétrifiés (The Stone Sky) par N. K. Jemisin
- L'Effondrement de l'empire (The Collapsing Empire) par John Scalzi
- Provenance (en) (Provenance) par Ann Leckie
- Six Wakes (en) par Mur Lafferty
- Le Stratagème du corbeau (Raven Stratagem) par Yoon Ha Lee
- New York 2140 (New York 2140) par Kim Stanley Robinson

#### 2019
Vers les étoiles (The Calculating Stars) par Mary Robinette Kowal
- La Fileuse d'argent (Spinning Silver) par Naomi Novik
- Archives de l'exode (en) (Record of a Spaceborn Few) par Becky Chambers
- La Piste des éclairs (Trail of Lightning) par Rebecca Roanhorse
- Revenant Gun par Yoon Ha Lee
- Space Opera (en) par Catherynne M. Valente

### Années 2020
| Sommaire : | - Haut - 2020 - 2021 - 2022 - 2023 - 2024 - 2025 |

#### 2020
Un souvenir nommé empire (A Memory Called Empire) par Arkady Martine
- Middlegame (en) par Seanan McGuire
- Gideon la Neuvième (Gideon the Ninth) par Tamsyn Muir
- The Light Brigade par Kameron Hurley
- The City in the Middle of the Night par Charlie Jane Anders
- Les Dix Mille Portes de January (The Ten Thousand Doors of January) par Alix E. Harrow

#### 2021
Effet de réseau (Network Effect) par Martha Wells
- Genèse de la cité (The City We Became) par N. K. Jemisin
- Piranèse (Piranesi) par Susanna Clarke
- Soleil noir (Black Sun) par Rebecca Roanhorse
- Sur la Lune (The Relentless Moon) par Mary Robinette Kowal
- Harrow la Neuvième (Harrow the Ninth) par Tamsyn Muir

#### 2022
Une désolation nommée paix (A Desolation Called Peace) par Arkady Martine
- Light From Uncommon Stars par Ryka Aoki
- Maître des djinns (A Master of Djinn) par P. Djèlí Clark
- La Galaxie vue du sol (en) (The Galaxy, and the Ground Within) par Becky Chambers
- Celle qui devint le soleil (She Who Became the Sun) par Shelley Parker-Chan
- Projet Dernière Chance (Project Hail Mary) par Andy Weir

#### 2023
Nettle and Bone : Comment tuer un prince (Nettle & Bone) par T. Kingfisher
- Légendes & Lattes (Legends & Lattes) par Travis Baldree (en)
- La Société protectrice des Kaijus (The Kaiju Preservation Society) par John Scalzi
- La Fille du docteur Moreau (The Daughter of Doctor Moreau) par Silvia Moreno-Garcia
- L'Homme superflu (The Spare Man) par Mary Robinette Kowal
- Nona la Neuvième (Nona the Ninth) par Tamsyn Muir

#### 2024
La Gloire à tout prix (Some Desperate Glory) par Emily Tesh
- Transitions (Translation State) par Ann Leckie
- Les Aventures d'Amina al-Sirafi (The Adventures of Amina al-Sirafi) par Shannon Chakraborty (en)
- Roi Sorcier (Witch King) par Martha Wells
- Les Portes de Lumière (The Saint of Bright Doors) par Vajra Chandrasekera
- Superméchant débutant (Starter Villain) par John Scalzi

#### 2025
The Tainted Cup par Robert Jackson Bennett
- The Ministry of Time par Kaliane Bradley (en)
- Quand vient la sorcière (A Sorceress Comes to Call) par T. Kingfisher
- Alien Clay par Adrian Tchaikovsky
- Service Model par Adrian Tchaikovsky
- Someone You Can Build a Nest In par John Wiswell (en)

## Statistiques
De 1953 à 2025, 74 prix Hugo du meilleur roman ont été remis lors des 71 cérémonies organisées. Il y a eu des ex æquo trois années (1966, 1993 et 2010). 8 Retro Hugo du meilleur roman ont également été décernés lors des 8 cérémonies qui ont eu lieu. Au total, il y a eu 83 récipiendaires car un roman récompensé a été coécrit par deux auteurs.

### Par auteurs
Les plus récompensés
- 6 prix : Robert A. Heinlein
- 4 prix : Lois McMaster Bujold
- 3 prix : Isaac Asimov, N. K. Jemisin, Vernor Vinge, Connie Willis
- 2 prix : David Brin, Orson Scott Card, C. J. Cherryh, Arthur C. Clarke, Neil Gaiman, Joe Haldeman, Fritz Leiber, Ursula K. Le Guin, Arkady Martine, Kim Stanley Robinson, Roger Zelazny

Les plus nommés
- 12 nominations : Robert A. Heinlein
- 10 nominations : Lois McMaster Bujold
- 9 nominations : Robert J. Sawyer, Robert Silverberg
- 8 nominations : Larry Niven
- 7 nominations : Poul Anderson, Isaac Asimov, David Brin, John Scalzi, Charles Stross
- 6 nominations : Orson Scott Card, Kim Stanley Robinson
- 5 nominations : Greg Bear, C. J. Cherryh, Arthur C. Clarke, Ann Leckie, Fritz Leiber, China Miéville, Clifford D. Simak, E. E. Smith, Vernor Vinge, Connie Willis, Robert Charles Wilson

### Par pays
- 69 prix : États-Unis
- 11 prix : Royaume-Uni
- 2 prix : Canada
- 1 prix : Chine